# Вооружённые силы Кыргызстана
Вооружённые силы Кыргызской Республики (кирг. Кыргыз Республикасынын Куралдуу Күчтөрү) — совокупность органов управления, соединений, частей и подразделений Министерства обороны, Государственной пограничной службы ГКНБ, Внутренних войск МВД, предназначенные для защиты национальных интересов Кыргызстана.

## История
Вооружённые силы Кыргызстана образованы 29 мая 1992 года, когда указом президента Кыргызстане Акаева под её юрисдикцию были взяты соединения и части Среднеазиатского военного округа ВС СССР, дислоцировавшиеся на территории Кыргызской ССР.
Следует подчеркнуть, что военное управление и инфраструктура ВС СССР и дислокация войск (сил) не привязывались строго к административно-территориальному устройству Советского Союза, поэтому бывшие советские республики унаследовали не целостные объединения (армии), а только соединения и отдельные части.
Основу советского наследия киргизских вооружённых сил составили неполный 17-й армейский корпус и части 10-го укреплённого района окружного подчинения:
- управление 17-го армейского корпуса — г. Бишкек. Оставшиеся соединения в составе корпуса на территории Кыргызстана[7]:
  - 8-я гвардейская мотострелковая дивизия — г. Бишкек;
  - 68-я отдельная горная мотострелковая бригада — г. Ош;
  - 78-я бригада материального обеспечения — г. Бишкек.
- бывшие части 10-го укреплённого района окружного подчинения[8]:
  - 86-й отдельный пулемётно-артиллерийский батальон — н.п. Гульча;
  - 94-й отдельный пулемётно-артиллерийский батальон — г. Нарын;
  - 1526-й отдельный пулемётно-артиллерийский батальон — г. Пржевальск

В 1993 году Государственный комитет Республики Кыргызстан по делам обороны был преобразован в Министерство обороны Кыргызской Республики.
С января 1993 по 1998 отдельный горно-стрелковый батальон ВС Кыргызстана, в связи с «мерами по стабилизации обстановки на участке государственной границы Таджикистана с Афганистаном» охранял 100 километровый участок таджикско-афганской границы. В течение пяти лет службу в этом батальоне прошли более 4,5 тысяч военнослужащих Кыргызстана. В 1998 году на базе 8-й гвардейской мотострелковой дивизии сформированы 1-я Койташская, 2-я Ошская и 3-я Балыкчинская мотострелковые бригады.
1999—2000 годы стали настоящим испытанием для вооруженных сил Кыргызстана. В августе 1999 года боевики Исламского движения Узбекистана (ИДУ) пытались проникнуть на территорию Узбекистана из Таджикистана и Афганистана через территорию Кыргызстана. Ценою боевых потерь кыргызские военнослужащие обрели опыт контртеррористических операций в горных условиях. Несмотря на все сложности, они смогли успешно отразить агрессию международного терроризма.
Пережитые события стали основой для реформирования кыргызских вооруженных сил. Руководство страны осознало необходимость в создании мобильной и оснащенной армии, способной оперативно реагировать на угрозы, а также важность международного сотрудничества. В 2001 году Кыргызстана вступила в Шанхайскую организацию сотрудничества. Спустя ещё два года стала членом Организации Договора о коллективной безопасности.
В 2001 году после событий 11 сентября президент Акаев дал согласие на открытие авиабазы «Манас», который использовался силами антитеррористической коалиции в рамках операции «Несокрушимая свобода».

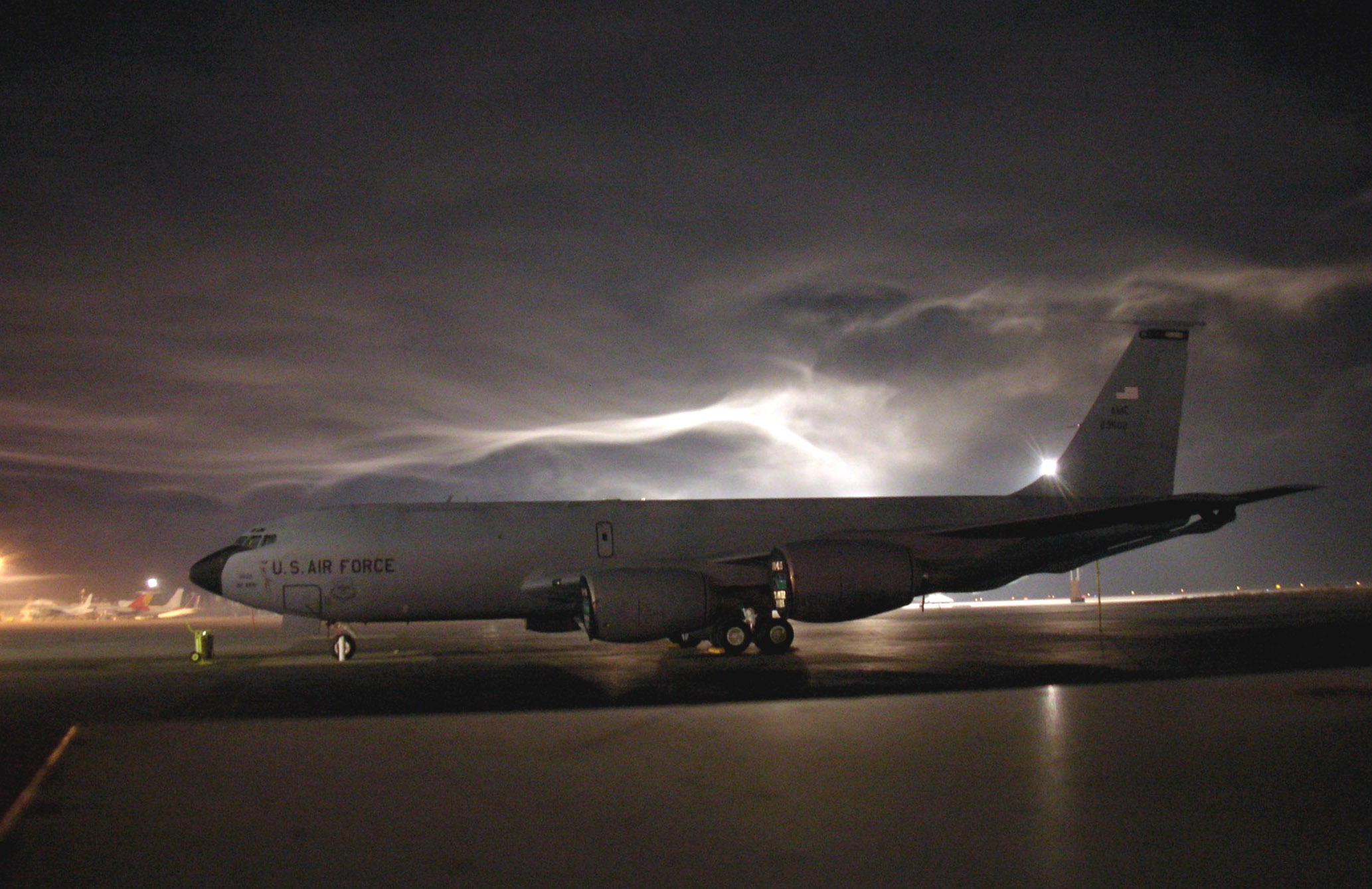
KC-135 Stratotanker заходит на посадку в авиабазе «Манас»

В 2006 году ВВС и войска ПВО Кыргызстана были объединены в Силы воздушной обороны. В том же 2006 году срок срочной службы сократили с 18 до 12 месяцев.
В марте 2011 года по программе военно-технической помощи Казахстан передал вооружённым силам Кыргызстана 5 бронетранспортёров БТР-80, 30 единиц 120-мм полковых миномётов ПМ-120 и 20 грузовиков (одиннадцать ЗИЛ-131 и девять ГАЗ-66).
В июле 2011 года в честь 70-летия со дня образования Панфиловской дивизии была вновь сформирована 8-я гвардейская мотострелковая дивизия в г. Токмок.
После двусторонних переговоров в 2012—2013 годах Россия согласилась выделить Кыргызстану вооружение и военную технику на сумму в 1 миллиард долларов. Посетивший в 2013 году с рабочим визитом Кыргызстан министр обороны РФ Сергей Шойгу также заверил, что с 2014 года начнутся поставки вооружения. Было заявлено о готовности передать Кыргызстану партию новых модификаций БТР и БМП, военных самолётов и вертолётов, современного вооружения.
В июле 2014 года из-за давления со стороны России и Китая была закрыта авиабаза «Манас» (Центр транзитных перевозок ВВС США). Территория, инфраструктура и оборудование авиабазы были переданы Национальной гвардии Кыргызстана.

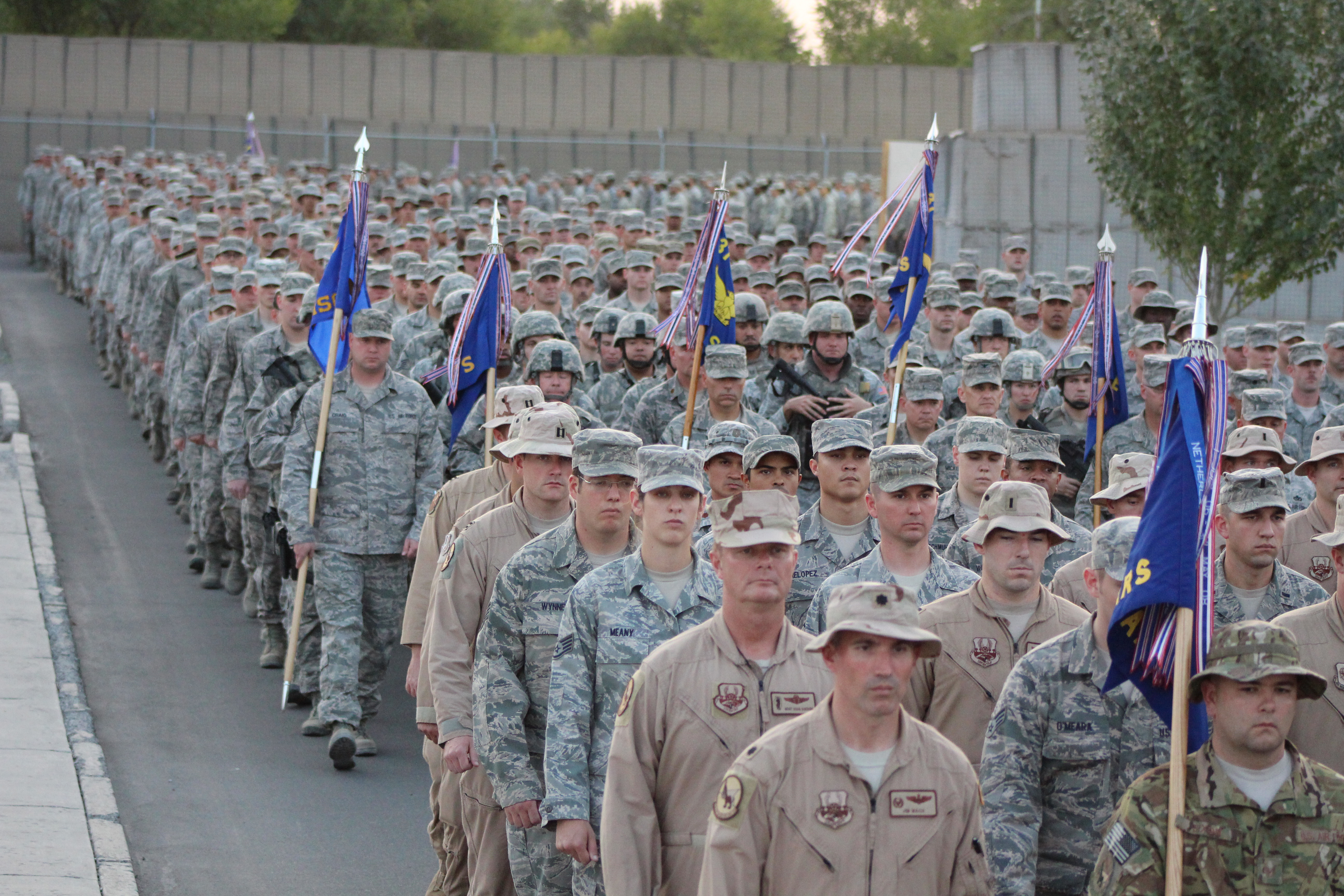
Личный состав Центра транзитных перевозок на марше, 2013 год

6 февраля 2014 года создан Генеральный штаб Вооружённых сил Кыргызстана — главный командный орган, в подчинение которого перешли части и подразделения Министерства обороны, Пограничной службы, Национальной гвардии и Внутренних войск.
12 марта 2014 года Внутренние войска выведены из ведения МВД и переведены в состав Национальной гвардии.
29 апреля 2014 года Россия передала вооружённым силам Кыргызстана два вертолёта Ми-8МТ и девять модернизированных бронемашин БРДМ-2М.

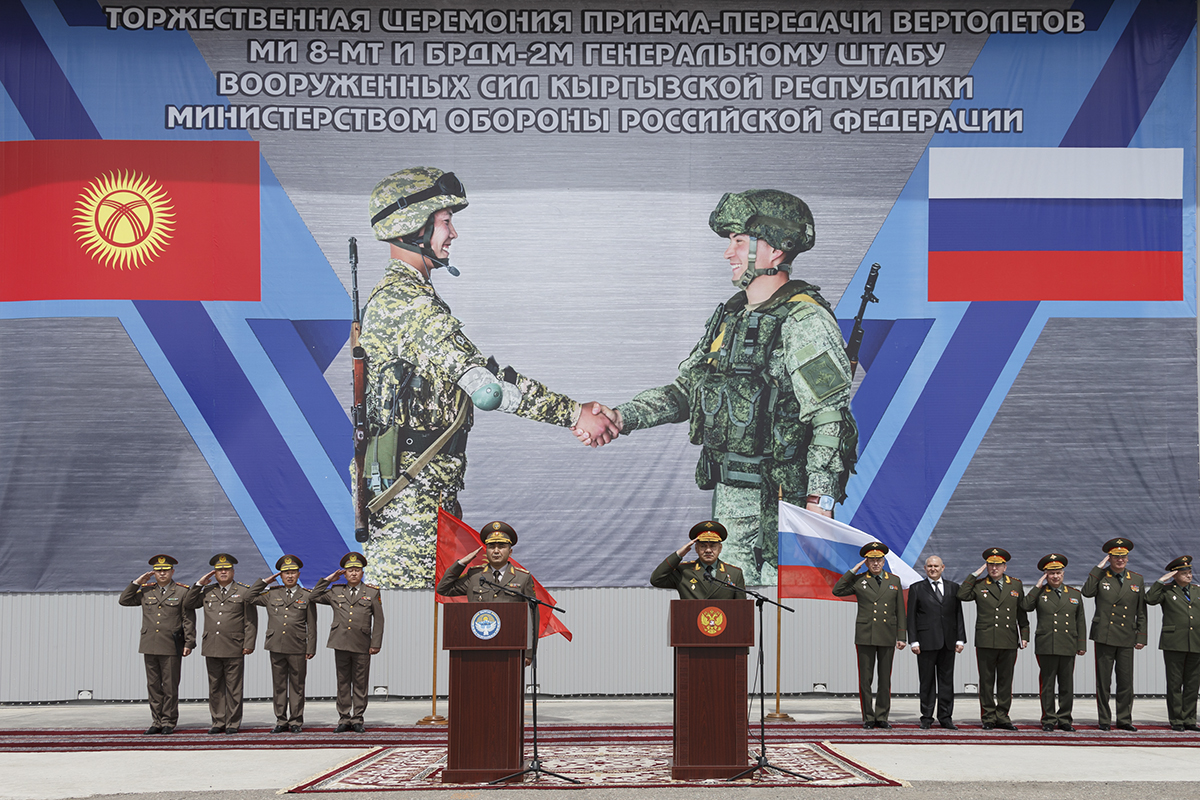
Церемония передачи военной техники ВС Кыргызстана

В 2015 году было подписано соглашение с Россией о модернизации 30 бронетранспортёров БТР-70 Кыргызстана до уровня БТР-70М. К 10 февраля 2016 года кыргызские войска получили 20 бронетранспортёров БТР-70М.
31 августа 2016 года на военном параде в Бишкеке были продемонстрированы военные внедорожники Dongfeng Mengshi EQ2050F производства КНР.
В 2016 году был создан Государственный комитет по делам обороны Кыргызской Республики, которому были переданы все функции Министерства обороны.
В августе 2017 года Россия передала Кыргызстана два военно-транспортных самолёта АН-26.
В апреле 2019 года Россия передала 2 вертолёта Ми-8МТ и 9 БРДМ-2М и радиолокационные станции П-18В.
1 февраля 2021 года на базе Государственного комитета по делам обороны КР и Генерального штаба Вооруженных Сил КР было вновь образовано Министерство обороны.
В ходе состоявшегося 24-25 февраля 2021 года визита президента Кыргызстана Садыра Жапарова в РФ была достигнута договоренность о поставках Бишкеку зенитных ракетных систем С-300 и беспилотников.
После вооружённых столкновений на кыргызско-таджикской границе в апреле-мае 2021 года, политическим руководством Кыргызстана был взят курс на перевооружение и тесное военно-техническое сотрудничество с Турцией.
В октябре 2021 года в Бишкеке были продемонстрированы купленные в ОАЭ 40 единиц бронированных пикапов Toyota для нужд Погранслужбы ГКНБ КР.
23 октября на пресс-конференции президент Садыр Жапаров заявил о выделении дополнительных 100 млн долларов на обновление военной техники. Также он отметил, что были приобретены беспилотники у Турции.
5 ноября 2021 года Турция передала горное снаряжение и автомобильную технику для военнослужащих Кыргызстана.
18 декабря 2021 года в Кыргызстан прибыла первая партия турецких беспилотников Bayraktar TB2.
7 января 2022 года после продолжительных дебатов Жогорку Кенеш КР дал согласие на отправку войск в Казахстан в рамках операции ОДКБ в Казахстане. Кыргызстан перебросила 150 военнослужащих 25-й бригады специального назначения «Скорпион» для охраны ТЭЦ-2 города Алма-Ата.

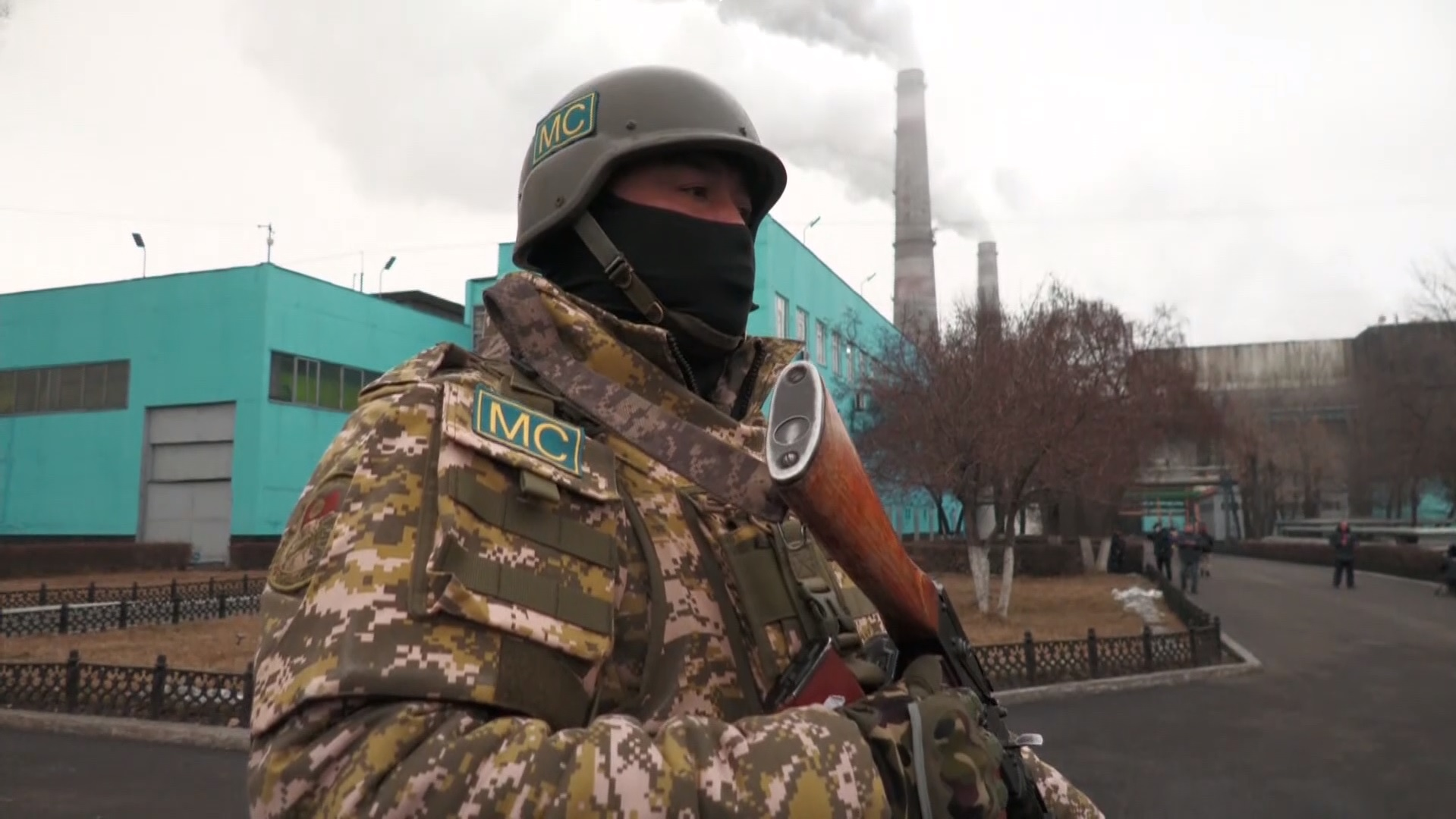
Военнослужащий Кыргызстана в составе Коллективных миротворческих сил ОДКБ на охране ТЭЦ-2 в Алма-Ате (Казахстан)

18 февраля 2022 года вооруженные силы и МВД Турции передали Кыргызстану автобусы марки Otokar, комплекты противоударной защиты «Робокоп», телекоммуникационные и электрооптические оборудование, транспортные средства Land Rover.
25 марта 2022 года на площади Ала-Тоо в Бишкеке были продемонстрированы 55 новых бронемашин Тигр российского производства, которые были приобретены для выполнения боевых задач в Баткенской области.
В 2023 году турецкие тяжелые ударные БПЛА TAI Aksungur и Bayraktar Akıncı поступили на вооружение Погранслужбы ГКНБ КР.

## Структура Вооружённых сил
- Министерство обороны
- Сухопутные войска
- Силы Воздушной обороны
- Государственная пограничная служба ГКНБ
- Национальная гвардия
- Внутренние войска МВД

### Сухопутные войска
Сухопутные войска разделены на два военных командования:
Северное региональное командование
- 8-я гвардейская мотострелковая дивизия имени Героя Советского Союза генерал-майора И. В. Панфилова (Токмок, Балыкчи)
- 2-я отдельная гвардейская мотострелковая Краснознамённая бригада им. М. В. Фрунзе (п. Кой-Таш)[35]
- отдельный танковый полк
- два пулемётно-артиллерийских батальона (Каракол, Нарын)
- инженерный батальон
- отдельный батальон связи
- 25-я бригада специального назначения «Скорпион»
- зенитно-артиллерийская бригада
- части и подразделения обеспечения, химзащиты и др.

Юго-Западное региональное командование
- 1-я отдельная мотострелковая бригада (Ош)
- Мотострелковый батальон (Майли Суу)
- Сводный бронетанковый батальон (Ала-Бука)
- Артиллерийская бригада (Ош)
- Отдельный пулемётно-артиллерийский батальон (Гульчо)
- Отдельный горно-стрелковый батальон (Баткен)
- 24-я бригада специального назначения «Илбирс»
- разведывательный батальон
- зенитно-артиллерийский полк
- части и подразделения обеспечения, химзащиты и др.

### Подразделения специального назначения
Спецназ Министерства обороны «Скорпион» и «Илбирс»
31 марта 1994 года по приказу МО КР сформирована отдельная 525-я рота специального назначения «Скорпион». В 1995 году рота переформирована в 525-й отдельный отряд СпН, затем в 525-й отдельный батальон СпН, а с 2001 года — в 25-ю отдельную бригаду специального назначения «Скорпион».
1 апреля 1999 году был сформирован 24-й отдельный батальон СпН «Илбирс». В его состав вошли три роты Кыргызского батальона миротворческих сил, которые в течение 5 лет (1993—1998) охраняли 100 километровый участок таджико-афганской границы. С 2003 года числился в составе 2-й отдельной горнострелковой бригады.
В марте 2007 года на базе отдельного отряда специального назначения была сформирована отдельная бригада специального назначения в составе Юго-западной группы войск и в 2010 году присвоено этой бригаде название «Илбирс». Данное подразделение укомплектовано на 100 % военнослужащими-контрактниками и вооружены лучшим оружием. Воины «Илбирс» также носят зелёный берет с нанесённым на него изображением головы илбирса (барса).
Спецназ Национальной гвардии
В составе Национальной гвардии Министерства Обороны существует десантно-штурмовая бригада «Пантера» численностью 800 человек. Бойцы отряда носят голубой берет и проходят воздушно-десантную подготовку. Также в составе Национальной гвардии действуют разведрота «Гюрза» и центр боевой подготовки «Эделвейс» 
Отряд специального назначения внутренних войск МВД «Шер»
Отряд специального назначения «Шер» создан для борьбы с преступностью, с незаконными бандформированиями, ликвидация их баз и защиты конституционных прав граждан. Отряд состоит из профессионально подготовленных офицеров и прапорщиков, проходивших специальную подготовку в Турции, Китае, США и России. В период 1999—2010 годов бойцы отряда принимали участие во всех операциях проводимых на территории Кыргызстана и за её пределами. Более 20 военнослужащих отряда были удостоены ношения крапового берета. 
Полк специального назначение  МВД «Шумкар»
Был создан 17 января 2014 года постановлением правительства. Полк  является специальным подразделением МВД и находится в прямом подчинении министра внутренних дел. К полку специального назначения предъявлены высокие требования для обеспечения общественного порядка, безопасности личности и общества, борьбы с преступностью в общественных местах, на улицах и объектах транспорта. Это единственное подразделение спецназа, в котором наравне с мужчинами также служат и девушки.
Бригада специального назначения государственной пограничной службы ГКНБ «Бөрү»
Специальное военное формирование Кыргызстана по делам государственных рубежей Кыргызской Республики. Основной задачей отряда является борьба с террором, защита границы и урегулирование пограничных инцидентов.
Отряд был создан в 2022 году, своё название «Бору» (на с кыргызском языке - «Бөрү» , что переводится как «Волк») получил в 2007 году. Является одним из самых известных и одновременно одним из самых засекреченных спецподразделений Кыргызстана.
В 2015 году Центр ОБСЕ в г. Бишкек передало БСН «Бору» в Баткенской области экипировку.
В 2021 году во время Конфликта на границе Кыргызстана и Таджикистана, спецназ «Бору» захватил погранзаставу «Ходжаи-Аало» Республики Таджикистан.
В 2022 году во время второго конфликта на границе Кыргызстана и Таджикистана совместно со спецназом «Скорпион» активно участвовал в зачистке пограничных территорий.
В 2024 году подразделение впервые приняло участие в международных соревнованиях «SWAT Challenge». Помимо «Бору» в них принимало участие и другое подразделение Кыргызстана — 9 отдел ГКНБ «Калкан».
Спецназ Государственной службы по контролю за оборотом наркотиков МВД «Кыргый»
Создан для пресечения оборота наркотиков, наблюдения и дальнейших специальных операций против наркоторговцев и перевозчиков. Бойцы отряда также проходят воздушно-десантную подготовку, горную и водолазную подготовку.

### Вооружение
Согласно данным IISS The Military Balance на 2022 год, Вооружённые силы Кыргызстана имели в своем распоряжении следующую военную технику:
| Оружие и вооружение ВС Кыргызстана по состоянию на 2022 год | Оружие и вооружение ВС Кыргызстана по состоянию на 2022 год | Оружие и вооружение ВС Кыргызстана по состоянию на 2022 год | Оружие и вооружение ВС Кыргызстана по состоянию на 2022 год | Оружие и вооружение ВС Кыргызстана по состоянию на 2022 год |
| Тип                                                         | Изображение                                                 | Производство                                                | Назначение                                                  | Количество                                                  |
| Танки                                                       | Танки                                                       | Танки                                                       | Танки                                                       | Танки                                                       |
| ----------------------------------------------------------- | ----------------------------------------------------------- | ----------------------------------------------------------- | ----------------------------------------------------------- | ----------------------------------------------------------- |
| Т-72                                                        |                                                             | СССР                                                        | Основной боевой танк                                        | 215                                                         |
| Боевые машины пехоты                                        |                                                             |                                                             |                                                             |                                                             |
| БМП-1                                                       |                                                             | СССР                                                        | Боевая машина пехоты                                        | 240                                                         |
| БМП-2                                                       |                                                             | СССР                                                        | Боевая машина пехоты                                        | 90                                                          |
| Бронеразведывательные машины                                |                                                             |                                                             |                                                             |                                                             |
| БРДМ-2                                                      |                                                             | СССР                                                        | Боевая разведывательная машина                              | 30                                                          |
| БРДМ-2МС                                                    |                                                             | Россия                                                      | Боевая разведывательная машина                              | 9                                                           |
| БТР                                                         |                                                             | СССР                                                        | бронетранспортёр                                            | 55 из них: 10 БТР-80 20 БТР-70М 25 БТР-70                   |
| Тигр                                                        |                                                             | Россия                                                      | бронемашина                                                 | вплоть до 100                                               |
| Humvee                                                      |                                                             | США                                                         | Бронемашина                                                 | 40                                                          |
| Dongfeng EQ2050                                             |                                                             | Китай                                                       | Бронемашина                                                 | Неизвестно                                                  |
| Противотанковое вооружение                                  |                                                             |                                                             |                                                             |                                                             |
| Малютка                                                     |                                                             | СССР                                                        | ПТРК                                                        | 26                                                          |
| Конкурс                                                     |                                                             | СССР                                                        | ПТРК                                                        | 12                                                          |
| Фагот                                                       |                                                             | СССР                                                        | ПТРК                                                        | 24                                                          |
| Реактивные системы залпового огня                           |                                                             |                                                             |                                                             |                                                             |
| БМ-21 «Град»                                                |                                                             | СССР                                                        | РСЗО                                                        | 21                                                          |
| БМ-27 «Ураган»                                              |                                                             | СССР                                                        | РСЗО                                                        | 6                                                           |
| Артиллерийские системы                                      |                                                             |                                                             |                                                             |                                                             |
| 2С1 «Гвоздика»                                              |                                                             | СССР                                                        | 122 мм САУ                                                  | 30                                                          |
| 2С9 «Нона-С»                                                |                                                             | СССР                                                        | 120 мм САУ                                                  | 12                                                          |
| 2А65 МСТА-б                                                 |                                                             | СССР                                                        | 152-мм гаубица 2А65                                         | Неизвестно                                                  |
| 152-мм гаубица образца 1943 года (Д-1)                      |                                                             | СССР                                                        | 152 мм                                                      | 16                                                          |
| 122-мм гаубица Д-30                                         |                                                             | СССР                                                        | 122 мм                                                      | 72                                                          |
| 122-мм гаубица образца 1938 года (М-30)                     |                                                             | СССР                                                        | 122 мм                                                      | 35                                                          |
| M120 (миномёт)                                              |                                                             |                                                             | 120 мм                                                      | 48                                                          |
| 120-мм полковой миномёт образца 1955 года (М-120)           |                                                             | СССР                                                        | 120 мм                                                      | 48                                                          |
| 2С12 «Сани»                                                 |                                                             | СССР                                                        | 120 мм миномёт                                              | 6                                                           |
| БС-3                                                        |                                                             | СССР                                                        | 100-мм буксируемая пушка                                    | 18                                                          |
| ЗРК                                                         |                                                             |                                                             |                                                             |                                                             |
| Flying Leopard 6C                                           |                                                             | Китай                                                       | ЗРК ближнего действия                                       | Неизвестно                                                  |
| Стрела-10                                                   |                                                             | СССР                                                        | ЗРК                                                         | 14                                                          |
| ЗСУ-23-4 "Шилка"                                            |                                                             | СССР                                                        | Зенитная самоходная установка                               | 24                                                          |
| С-60                                                        |                                                             | СССР                                                        | Зенитная пушка                                              | 24                                                          |
| Транспорт                                                   |                                                             |                                                             |                                                             |                                                             |
| Ford Ranger                                                 |                                                             | США                                                         | пикап                                                       | 40                                                          |
| Toyota Land Cruiser                                         |                                                             | Япония                                                      | пикап                                                       | 45                                                          |
| Polaris                                                     |                                                             | США                                                         | квадроцикл                                                  | 44                                                          |
| Shaanxi SX2190                                              |                                                             | Китай                                                       | грузовые автомобили повышенной проходимости                 | Неизвестно                                                  |

## Военизированные формирования

### Национальная гвардия Кыргызской Республики
Национальная гвардия создана Указом Президента Республики Кыргызстан от 1 декабря 1991 года. Первые гвардейцы (300 человек) приняли присягу на верность Родине и народу 20 июля 1992 года. На сегодняшний день состав гвардии — 1 тыс. гвардейцев. Национальная гвардия — самостоятельное воинское формирование, имеющее большой потенциал и обладающее высокой боевой готовностью, способное выполнять стоящие перед ним задачи по охране конституционного строя, защиты суверенитета и территориальной целостности государства, участию в охране важных государственных объектов, обеспечению протокольных мероприятий и ритуалов при встрече иностранной делегации, а также по выполнению других важных задач, определяемых руководством Кыргызстана. Находится в подчинении президента Кыргызстана. В последующем в состав Национальной гвардии были введены части ВВ МВД.

### Министерство чрезвычайных ситуаций (МЧС)
В структуре Министерства чрезвычайных ситуаций созданы части и подразделения, предназначенные для действий в условиях стихийных бедствиях, эпидемий, крупных аварий и катастроф, а также при фактическом начале военных действий, общей численностью до 2 тыс. человек. Деятельность Министерства чрезвычайных ситуаций организуется по территориально-производственному принципу. К выполнению задач министерства могут привлекаться части и подразделения Министерства обороны, других войск и воинских формирований, аварийно-спасательные службы и формирования. Также при МЧС действует Агентство по пожарной безопасности.

## Международное сотрудничество

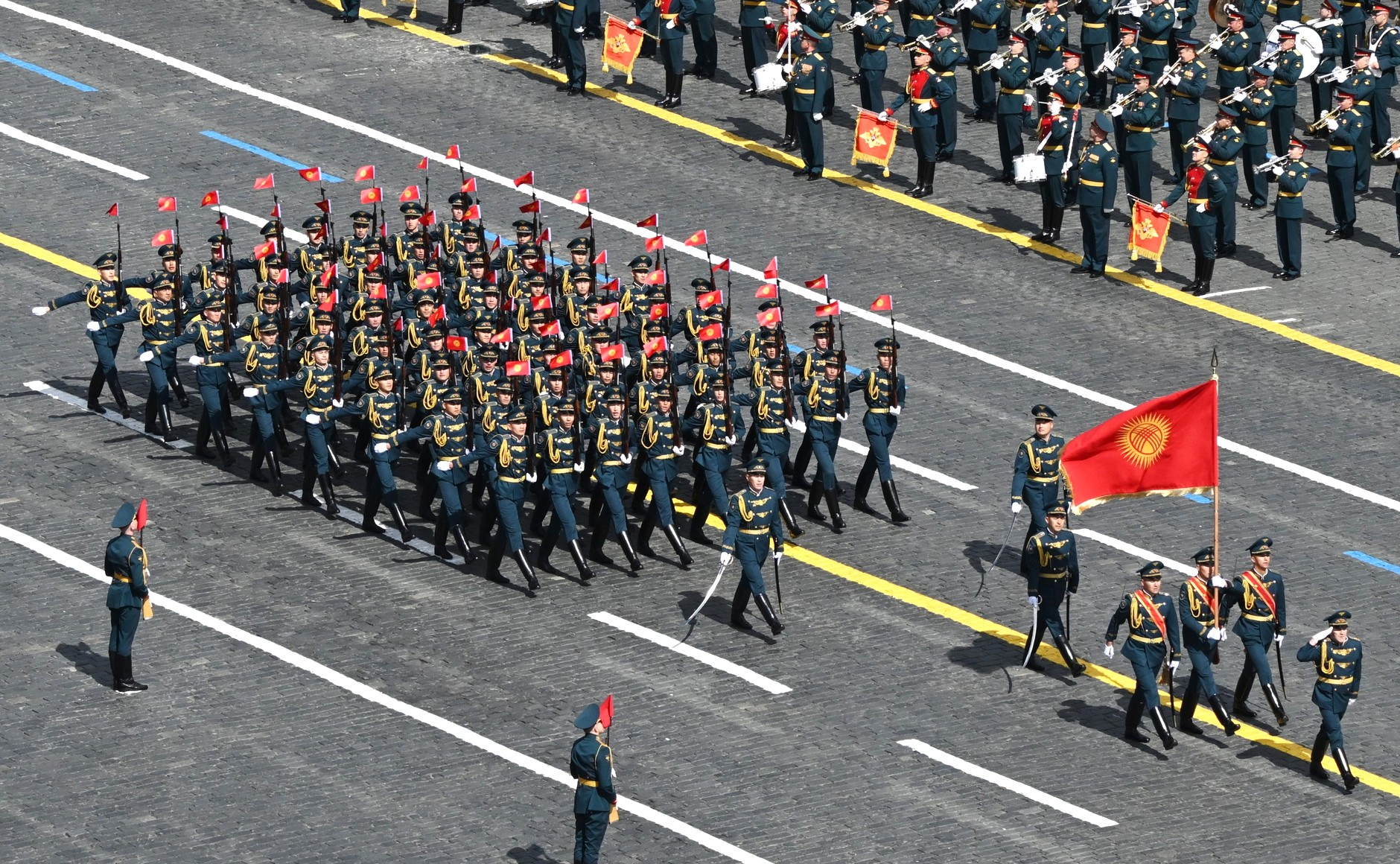
Солдаты Вооружённых сил Республики Кыргызстан на Параде Победы 2025 года в Москве

Личный состав Вооружённых сил Кыргызстана принимает участие в миротворческих миссиях ООН. В настоящее время военнослужащие Министерства обороны проходят службу в Сьерра-Леоне, Либерии, Судане, Восточном Тиморе, Эфиопии и Косово.. В ходе операции UNMISS погиб 1 военнослужащий Кыргызстана.
С 1 июня 1994 года Кыргызстан взаимодействует со странами НАТО в рамках программы Партнёрство ради мира. С 2001 года страна участвует в учениях «Peace Shield» («Щит мира») и «Combined Endeavour» («Объединённое усилие»). В 2007 году она вступила в программу «Процесс планирования и анализа». К 2008 году более 500 военнослужащих Кыргызстан приняли участие в программах ПРМ (миротворческие операции, языковая подготовка, борьба с терроризмом и наркотрафиком).
Ежегодно в стране проходят совместные киргизско-турецкие и киргизско-американские учения сил специального назначения, а также киргизско-французские тренировки по горной и скалолазной подготовке с участием Горнострелковой бригады ВС Кыргызстана и 27-й горно-пехотной бригады вооружённых сил Франции
Также существует договор с Российской Федерацией, согласно которому киргизские граждане могут проходить обучение в военных вузах России.
Развитию армии республики содействует Турция. В 2011 году правительства Кыргызстана и Турции подписали договор о военном и финансовом сотрудничестве. Согласно данным Генштаба ВС Кыргызстана в период 2011—2014 годов турецкая сторона оказала материально-техническую помощь силовым структурам КР на общую сумму 12 миллионов долларов. Соединения и части ВС КР приобрели турецкие образцы автомобильной техники, средств связи, тылового и инженерного имущества, приборы ночного видения и медицинского оборудования. С 1993 года в учебных заведениях Турции подготовлено более 120 военных специалистов.
Деятельность в рамках ОДКБ
В 2008 году после успешно проведенной совместной операции «КАНАЛ-2008» по изъятию более 18 тонн наркотиков, в регионе начали активно обсуждать важность деятельности ОДКБ поскольку, тогда же было изъято из незаконного оборота свыше тысячи единиц огнестрельного оружия, 33 тысячи боеприпасов, материальных ценностей и других предметов, запрещенных к перевозке, на общую сумму свыше 2,2 миллиона долларов.
В 2009 году прошла очередная Комплексная оперативно-профилактическая операция «КАНАЛ-2009», в ходе которой совместными усилиями выявлено 6 354 наркопреступления, в том числе 2 345 — связанных со сбытом, 694 — с перевозкой наркотиков. Из незаконного оборота изъято около 28 тонн наркотиков. Кроме того, изъято две единицы огнестрельного нарезного и 17 единиц огнестрельного гладкоствольного оружия, 805 единиц боеприпасов.
По состоянию на 2010 год в ОДКБ уже действовали КСОР (коллективные силы оперативного реагирования) предназначенные для противодействия чрезвычайным ситуациям, а также военной агрессии, терроризму, организованной преступности и наркотрафику и КСБР (коллективные силы быстрого развертывания) предназначенные для отражения внешней военной агрессии и проведении совместных контртеррористических операций. Также с 2010 года у стран ОДКБ появились свои миротворцы.
В 2010 году на российском полигоне прошло совместное учение «ВЗАИМОДЕЙСТВИЕ — 2010», в котором приняли участие около 1700 военнослужащих, задействовано около 270 единиц боевой техники различных типов, 30 воздушных бортов. По итогам учения отмечено качественное планирование, четко выстроенная организация взаимодействия с органами управления подразделений и частей воинских контингентов от государств, принимавших участие в учении.
В 2011 году сотрудники оперативных подразделений Казахстана, Кыргызстана, Таджикистана и Узбекистана прошли двухнедельный курс повышения квалификации и переподготовки в сфере противодействия незаконному обороту наркотиков, психотропных веществ и их прекурсоров.
14 сентября 2012 г. впервые состоялись международные оперативно-тактические учения сил быстрого реагирования антинаркотических ведомств и органов внутренних дел государств — членов Организации договора о коллективной безопасности под условным наименованием «ГРОМ-2012». После завершения оперативно-тактических учений директор ФСКН России Виктор Иванов и председатель Государственной службы по контролю наркотиков (ГСКН) при Правительстве Кыргызской Республики Алымбай Султанов подписали Протокол между ФСКН России и ГСКН при Правительстве Кыргызской Республики об обмене результатами исследований наркотических средств и психотропных веществ, изъятых из незаконного оборота. Также в соответствии с достигнутой договоренностью подготовлены к передаче материалы уголовного дела (его объём — 104 тома), возбужденного ФСКН России в отношении граждан Кыргызской Республики, по фактам совершения ими преступлений, связанных с незаконным оборотом наркотических средств, для осуществления уголовного преследования.
Первое совместное миротворческое учение ОДКБ под условным наименованием «НЕРУШИМОЕ БРАТСТВО-2012» прошло в октябре 2012 г., на полигоне «Илийский» в Республике Казахстан под Алматы. От Кыргызстана принимал участие горно-стрелковый взвод — около 50 военнослужащих.
В 2014 году на полигоне «Ала-Тоо» под Бишкеком прошло совместное учение «НЕРУШИМОЕ БРАТСТВО — 2014» и проходило в течение недели. В нём принимали участие 10 батальонов стран-участниц ОДКБ — по 3 батальона от России и Казахстана, от остальных стран — Армении, Таджикистана, Белоруссии и Кыргызстана по одному. Общая численность участников «Нерушимого братства-2014» около 700 человек из всех 6 стран, входящих в ОДКБ. Главной целью учения, по словам начальника Генерального штаба генерал-майора Асанбека Алымкожоева вооруженных сил Кыргызстана, являлась совместная подготовка и проведение операции по поддержанию мира Коллективными миротворческими силами ОДКБ в Центрально-Азиатском регионе коллективной безопасности. По его словам, во время отработки военнослужащими навыков на полигоне «Ала-Тоо» военное руководство ОДКБ оценило реальную готовность воинских подразделений к быстрому развертыванию.
Подводя итоги учений, Асанбек Алымкожоев отметил, что после вывода из Афганистана Международных сил по содействию безопасности может возникнуть реальная угроза проникновения оттуда вооруженных бандформирований на территорию стран Центральной Азии. «ОДКБ для того и существует, чтобы закрыть и защитить границы входящих в состав этой организации государств», — подчеркнул Алымкожоев.
Летом 2015 года в Псковской области прошло совместное учение Коллективных сил оперативного реагирования Организации Договора о коллективной безопасности, в котором также приняли участие киргизские военнослужащие. В ходе учения провели совместную операцию по локализации вооруженного конфликта с целью восстановления территориальной целостности и защиты конституционного строя условного государства-члена ОДКБ, отработали задачи по уничтожению иррегулярных вооруженных формирований, выполнили мероприятия ликвидации последствий чрезвычайных ситуаций, а также организации оперативно-розыскных и специальных мероприятий.
4 октября 2016 г. на полигоне учебного центра «Эдельвейс» Вооруженных Сил Кыргызской Республики (г. Балыкчи) прошло совместное тактическое учение с воинскими контингентами Коллективных сил быстрого развертывания Центрально-Азиатского региона (КСБР ЦАР) ОДКБ «РУБЕЖ-2016».
C 9 по 13 октября 2017 в соответствии с планом основных мероприятий Координационного совета руководителей компетентных органов по противодействию незаконному обороту наркотиков (КСОПН) государств-членов Организации Договора о коллективной безопасности (ОДКБ) на 2016—2017 годы, в интересах обеспечения коллективной безопасности, повышения уровня практического взаимодействия между государствами-членами ОДКБ и другими странами в борьбе в незаконным перемещением подконтрольных средств и веществ по т. н. «Северному» и «Балканскому» маршрутам, органами внутренних дел и антинаркотическими органами (подразделениями) государств-членов ОДКБ проведена субрегиональная антинаркотическая операция «КАНАЛ-ВОЛЖСКИЙ РУБЕЖ», в результате которой из незаконного оборота изъято более 4 тонн наркотиков.
31 октября прошёл этап совместного учения с Миротворческими Силами ОДКБ «НЕРУШИМОЕ БРАТСТВО — 2018», которое проходит в Свердловской области. Военнослужащие стран ОДКБ провели операцию по поддержанию мира.
В том же 2018 году Кыргызстан принял председательство в Организации Договора о коллективной безопасности, что позволило укрепить внешние и внутренние связи между участниками организации и их партнёрами. Более того, Бишкек способствовал формированию общего антитеррористического пространства в странах ОДКБ, в частности созданию Единого списка и реестра организаций, признанных террористическими и экстремистскими в союзных государствах, а также поддержанию усилий по продвижению мирного политического диалога в Афганистане и выявление, пресечение способов использования радикалами интернет-технологий.
В 2019 году киргизские военнослужащие приняли участие в совместном учении «НЕРУШИМОЕ БРАТСТВО — 2019», которые прошли в соседнем Таджикистане. В основу выполнения учебно-боевых задач положен опыт боевых действий современных вооруженных конфликтов и апробированные в ходе мероприятий боевой подготовки формы применения и способы соединений, воинских частей и подразделений.
В 2021 году в Кыргызстане на полигоне Эдельвейс прошли совместные учения с Коллективными силами быстрого развертывания Центрально-Азиатского региона коллективной безопасности ОДКБ «РУБЕЖ-2021».
После прошедших учений и совместных операций Президент Кыргызстана Садыр Жапаров, принял Генерального секретаря ОДКБ Станислава Зася. Садыр Жапаров отметил, что Кыргызстан придаёт особое значение сотрудничеству государств-членов в рамках ОДКБ, как гаранту безопасности в регионе. По его словам, растущий уровень угроз в зоне ответственности Организации требует тесного взаимодействия.

## Учебные заведения
Единственное высшее военное учебное заведение — Военный институт Вооружённых сил Кыргызской Республики имени Героя Советского Союза генерал-лейтенанта К. Усенбекова.
Подготовка офицерских кадров осуществляется в военных учебных заведениях Российской Федерации (в основном), Республики Казахстан, Азербайджанской Республики, Республики Турция и Китайской Народной Республики.
Военное довузовское образование — Киргизский государственный национальный военный лицей имени Героя Советского Союза генерал-майора Д. Асанова.